# Ӷ
Cette page contient des caractères spéciaux ou non latins. S’ils s’affichent mal (▯, ?, etc.), consultez la page d’aide Unicode.
La lettre Ӷ (en minuscule ӷ) est une lettre de l'alphabet cyrillique. La lettre est utilisée en abkhaze, en selkoupe, en kete (ou ostiak de l'Ienisseï), en yupik et en nivkhe.

## Utilisation
Le son représenté par la lettre Ӷ est la consonne fricative glottale voisée /ɦ/ (proche de la consonne occlusive vélaire voisée /ɡ/).
En abkhaze, le son est entre la consonne fricative vélaire voisée /ɣ/ et la consonne fricative uvulaire voisée /ʁ/. La lettre est préférée dans l'orthographe moderne de l'abkhaze à Ҕ.

### Gué cédille

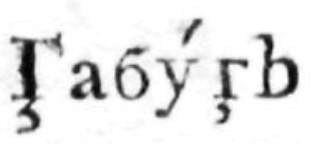
Gué cédille dans Сравнительный словарь всех языков и наречий, 1790.

Le gué cédille est utilisé dans le dictionnaire multilingue russe Сравнительный словарь всех языков и наречий de 1790 ou encore dans la traduction de l’évangile selon Matthieu en carélien, Герранъ мiянъ шюндю-руохтынанъ святой Iовангели Матвьйста, карьяланъ кiелелля, publiée en 1820.

## Représentations informatiques
Le gué cramponné peut être représenté avec les caractères Unicode suivants :
| formes    | représentations | chaînes de caractères | points de code | descriptions                              |
| --------- | --------------- | --------------------- | -------------- | ----------------------------------------- |
| capitale  | Ӷ               | Ӷ                     | U+04F6         | lettre majuscule cyrillique gué cramponné |
| minuscule | ӷ               | ӷ                     | U+04F7         | lettre minuscule cyrillique gué cramponné |